# Gewinnspiel
Der Begriff Gewinnspiel wird häufig als Oberbegriff für verschiedene Arten von Spielen mit Gewinnmöglichkeiten verwendet. Im Unterschied zur Lotterie ist die Teilnahme an den meisten Gewinnspielen oder Glücksspielen kostenlos. Auch ist die Teilnehmerzahl in der Regel nicht nach oben begrenzt, wie etwa bei einem Quiz, in dem eine bestimmte Anzahl Kandidaten gegeneinander antritt. Lediglich Firmenangehörigen der Gewinnspielveranstalter ist die Teilnahme zumeist untersagt. In der Regel werden nur Glücksspiele als Gewinnspiel bezeichnet, die vom Veranstalter zum Zwecke der Werbung oder der Datensammlung ausgerichtet werden und vom Spieler keinen unmittelbaren finanziellen Einsatz erfordern.
Nicht um Gewinnspiele handelt es sich, wenn lediglich ein Gewinnspiel vorgegeben wird, um andere Zwecke zu verfolgen, z. B. einen Vertrag abzuschließen (s. Abofalle).
Es gibt mehrere Arten von Gewinnspielen. Einige Beispiele sind:
- Lotterien
- Preisausschreiben (schriftlich, telefonisch, elektronisch)
- Rätselspiele
- Quizze
- Tombolas
- Wetten

## Kommerzieller Zweck
Gewinnspiele von Wirtschaftsunternehmen haben das Ziel, Werbung zu betreiben und persönliche Daten von potentiellen Konsumenten für den Adresshandel im Direktmarketing zu gewinnen. Gewinnspiele werden auch dazu verwendet, um in sozialen Netzwerken Aufmerksamkeit und damit Reichweite zu gewinnen. Hierfür bieten verschiedene Gewinnspielportale zum Teil kostenpflichtig ihre Dienste an.
Es kommt auch vor, dass Personen eine Gewinnmitteilung (Gewinnversprechen) erhalten, obwohl sie an keinem Gewinnspiel teilgenommen haben. Um solche Gewinnmitteilungen richtig einschätzen zu können, empfiehlt es sich, gerade bei kostenlosen Online-Gewinnspielen, genau zu recherchieren. Viele der großen Gewinnspielwebsites bieten hierfür entsprechende Hilfeseiten (FAQ).
In Deutschland kann der Adressat eines Gewinnversprechens das Unternehmen, das das Gewinnversprechen gegeben hat, auf Erfüllung in Anspruch nehmen, soweit es die Voraussetzungen einer Gewinnzusage i. S. d. § 661a BGB erfüllt.
Gewinnspiele werden häufig von Fast-Food-Restaurants eingesetzt, um den Umsatz zu steigern.